# Sainte-Gemme (Tarn)
Sainte-Gemme (okzitanisch: Santa Gèma) ist eine französische Gemeinde mit 846 Einwohnern (Stand: 1. Januar 2022) im Département Tarn in der Region Okzitanien (vor 2016: Midi-Pyrénées). Sainte-Gemme gehört zum Arrondissement Albi und zum Kanton Carmaux-1 Le Ségala (bis 2015: Kanton Pampelonne). 

## Geographie
Sainte-Gemme liegt etwa 18 Kilometer nordnordöstlich von Albi am Fluss Céret, im Süden verläuft der Céroc. Umgeben wird von den Nachbargemeinden Mirandol-Bourgnounac im Norden, Pampelonne im Osten, Saint-Jean-de-Marcel im Südosten, Rosières im Süden, Carmaux im Süden und Südwesten sowie Almayrac im Westen.

## Bevölkerungsentwicklung
| 1962                      | 1968 | 1975 | 1982 | 1990 | 1999 | 2006 | 2013 |
| ------------------------- | ---- | ---- | ---- | ---- | ---- | ---- | ---- |
| 738                       | 804  | 816  | 751  | 772  | 709  | 757  | 854  |
| Quelle: Cassini und INSEE |      |      |      |      |      |      |      |